# خوسه گونسالس گانوسا
خوسه گونسالس گانوسا (اسپانیایی: José González Ganoza‎; ۱۰ ژوئیهٔ ۱۹۵۴ – ۸ دسامبر ۱۹۸۷) بازیکن فوتبال اهل پرو بود.
از باشگاه‌هایی که در آن بازی کرده‌است می‌توان به باشگاه فوتبال آلیانزا لیما اشاره کرد.
وی همچنین در تیم ملی فوتبال پرو بازی کرده‌است.